# Bart van Leeuwen
Bart van Leeuwen, pseudoniem van Ton Egas (Dordrecht, 2 juli 1954) is een Nederlands diskjockey, radiopresentator en voice-over.

## Carrière
Van Leeuwen begon zijn radioloopbaan in 1973 bij de zeezender Veronica, waar hij werkte totdat de zender op 31 augustus 1974 moest stoppen. In 1976 ging hij werken bij zeezender Radio Mi Amigo, de eerste maanden onder het pseudoniem Tim Ridder. In 1977 keerde hij terug bij de inmiddels publieke omroep Veronica. Vanaf 6 april 1979 tot 29 november 1985, presenteerde Van Leeuwen op Hilversum 3 in het uur voor de Nederlandse Top 40 de Tipparade.
Hij presenteerde jarenlang op de woensdagmorgen het radioprogramma Ook Goeiemorgen op Hilversum 1 en vanaf 4 december 1985 op vanaf dan Radio 2 en op de woensdagmiddag tussen 14:00 en 15:00 Terug In de Tijd. Vanaf 6 december 1985 presenteerde hij De vergulde gaper ook een tijd lang op Veronica's Volle Vrijdag op Radio 3. Andere populaire programma's die hij presenteerde waren Goud van Oud en van 1981 tot 1984 in de avond en vanaf 1987 in de middag Bart en de Zwart (met Erik de Zwart). Op Radio 5 presenteerde Van Leeuwen Het Zwarte Gat, een programma over paranormale en occulte zaken.
Toen Veronica de status van A-omroep behaalde presenteerde hij vanaf 6 december 1985 tot 16 mei 1987 op Veronica's Volle Vrijdag op Radio 3 als opvolger van de EO het ochtendprogramma Ook Goeiemorgen. In mei 1992 verruilde hij de publieke omroep voor RTL Radio.
Op 1 september 1994 verkaste hij naar Radio 538, waar hij eerst diskjockey en later programmaleider was. In 2000 ging hij presenteren bij het nieuwe station Radio Nationaal. Na meerdere problemen moest dit station in 2003 stoppen en verhuisde Van Leeuwen naar Radio 10 FM. Radio 10FM wist echter bij de Zerobase veiling in 2003 geen etherfrequentie te bemachtigen.
Vanaf september 2003 ging hij weer werken voor het inmiddels commerciële Radio Veronica en presenteerde daar tussen 9.00 en 12.00 uur het programma Goud van Oud. Verder presenteerde Van Leeuwen vanaf maart 2013 op werkdagen van 13.00 tot 16.00 uur een programma op Classic FM en wekelijks op diezelfde zender een programma over films en filmmuziek (donderdags van 19.00 tot 21.00 uur). Begin november 2013 bleek, vanwege een nieuwe programmering, geen plaats meer voor hem te zijn bij Radio Veronica. Hij moest vertrekken.
Tussen november 2013 en februari 2015 was Van Leeuwen niet te horen op de Nederlandse radio. Bart van Leeuwen is een van de voice-overs van RTL 7. Hij is onder meer de commentaarstem van het programma RTL Transportwereld.
Eind januari 2015 maakte Radio Veronica echter haar gewijzigde programmering bekend. Veronica ging, zo citeerde De Telegraaf station-director Erik de Zwart, "zwaar leunen op het verleden". Naast bekende spelletjes keerde ook Bart terug in de programmering. Vanaf 7 februari 2015 presenteerde hij zaterdags en zondags van 8.00 uur tot 12.00 uur opnieuw het programma Goud van Oud. In januari 2016 werd dit programma omgedoopt in Ook Goeiemorgen.Op 11 december 2016 was zijn laatste uitzending omdat er in de nieuwe programmering geen plaats meer voor hem was.
Sinds 2017 was Van Leeuwen in de zomer en rond kerst en nieuwjaar te horen in het weekeinde met Lekker weer van Leeuwen bij Radio M Utrecht.
Sinds 13 januari 2019 is hij presentator van het programma Theater van het sentiment op NPO Radio 5. Tijdens de uitzending van 6 mei 2023 vierde hij zijn 50-jarig radiojubileum.

## Trivia
- Op 21 april 2010 was het 50 jaar geleden dat Radio Veronica van start ging. Ter gelegenheid daarvan waren Van Leeuwen en Erik de Zwart nog één keer samen te horen in een speciale uitzending van Bart en de Zwart. Dat was voor het eerst sinds 1989.

- Op 20 juni 2011 had Van Leeuwen voor onbepaalde tijd bijgetekend bij Radio Veronica, op 1 november 2013 maakte hij er echter zijn voorlopig laatste uitzending om op 7 februari 2015 weer terug te keren.

- Van Leeuwen heeft sinds 1973 de naamjingle Lalaididadidadida Bart van Leeuwen, gezongen door technicus Sytze Gardenier.

- Naast radio maken is Van Leeuwen een fanatieke liefhebber van treinsimulatoren en koken.